# Tettigometra picea
Tettigometra picea är en insektsart som beskrevs av Carl Ludwig Kirschbaum 1868. Tettigometra picea ingår i släktet Tettigometra och familjen Tettigometridae.
Artens utbredningsområde är Frankrike. Inga underarter finns listade i Catalogue of Life.